# Фридрих, Сью
Сью Фридрих (англ. Su Friedrich, 12 декабря 1954, Нью-Хейвен) — американский кинорежиссёр, одна из крупнейших фигур современного экспериментального кино.

## Биография
Мать — немка, уехала из Германии после Второй мировой войны с мужем, американским солдатом немецкого происхождения. В 1965 году родители Сью разошлись. Она училась в Чикагском университете, окончила колледж в Оберлине, штат Огайо (1975). С 1976 году живёт в Нью-Йорке. Занималась фотографией и графикой, участвовала в феминистском движении, печаталась в феминистской прессе. В 1978 году сняла первый фильм Кипяток. С 1998 года — профессор Принстонского университета.

## Творчество
Сочетает элементы игрового и документального фильма, включая использование архивных материалов. Развивает формальные поиски Холлиса Фрэмптона, Майкла Сноу. Автобиографический и, вместе с тем, визионерский кинематограф Фридрих строится вокруг сквозного мотива поисков идентичности — семейной, сексуальной, личностной: личное для неё и есть политическое.

## Признание
Фильмы Сью Фридрих завоёвывали награды на фестивалях в Афинах, Мельбурне, Лос-Анджелесе, Сан-Франциско. Она — лауреат Алпертовской художественной премии (1996).

## Фильмография
- 1978 Hot Water
- 1979 Cool Hands, Warm Heart
- 1979 Scar Tissue
- 1980 I Suggest Mine
- 1981 Gently Down the Stream
- 1982 But No One
- 1985 The Ties That Bind
- 1987 Damned If You Don’t
- 1990 Sink or Swim
- 1991 First Comes Love
- 1993 Rules of the Road
- 1994 Lesbian Avengers Eat Fire
- 1996 Hide and Seek
- 1999 Being Cecilia
- 2002 The Odds of Recovery
- 2004 The Head of a Pin
- 2005 Seeing Red
- 2007 From the Ground Up